# Ходішел
Ходішел (рум. Hodișel) — село у повіті Біхор в Румунії. Входить до складу комуни Олча.
Село розташоване на відстані 398 км на північний захід від Бухареста, 48 км на південь від Ораді, 118 км на захід від Клуж-Напоки, 117 км на північний схід від Тімішоари.

## Населення
За даними перепису населення 2002 року у селі проживали 403 особи, з них 400 осіб (99,3%) румунів. Рідною мовою 401 особа (99,5%) назвала румунську.